# Multicar

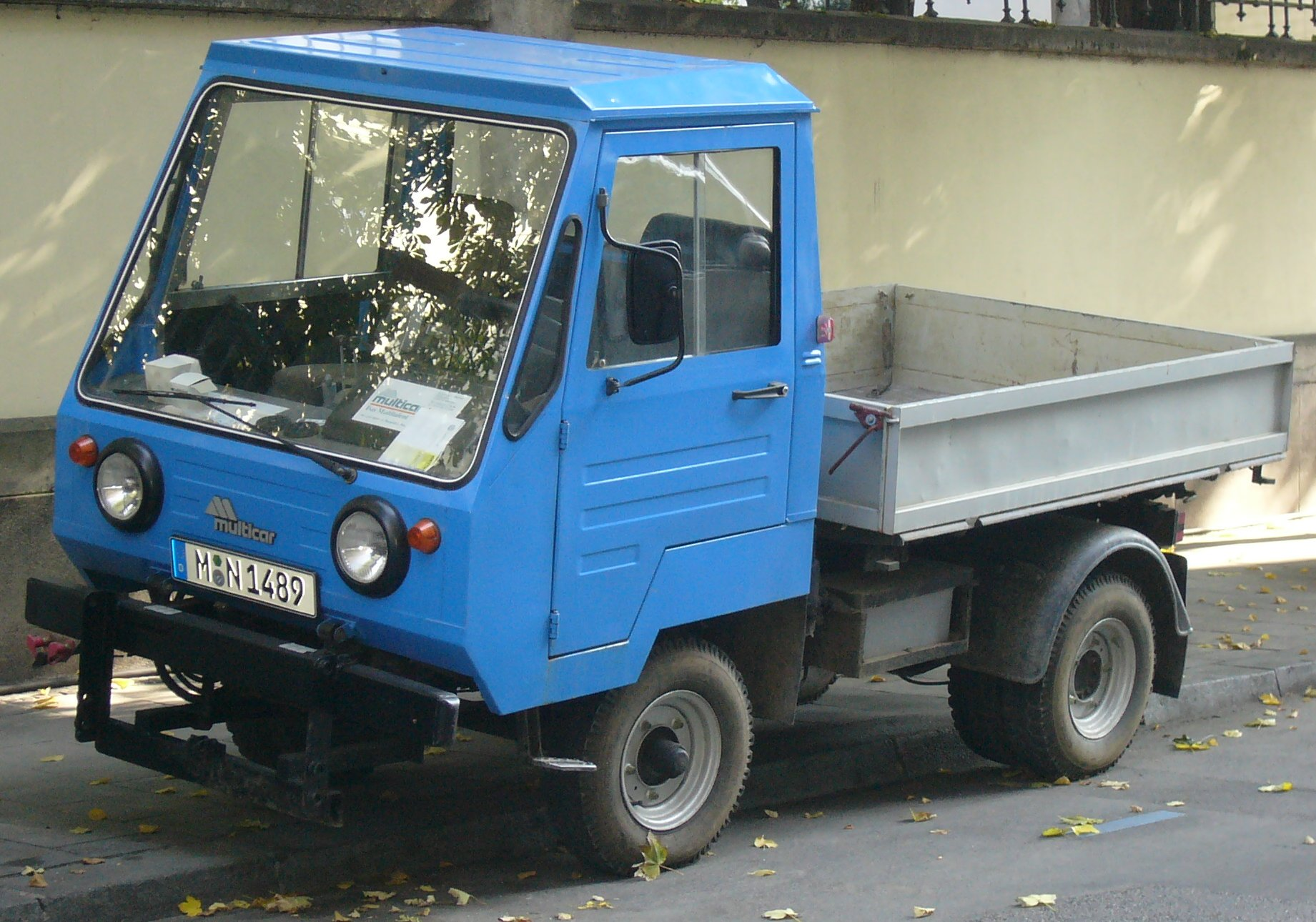
Multicar M 25

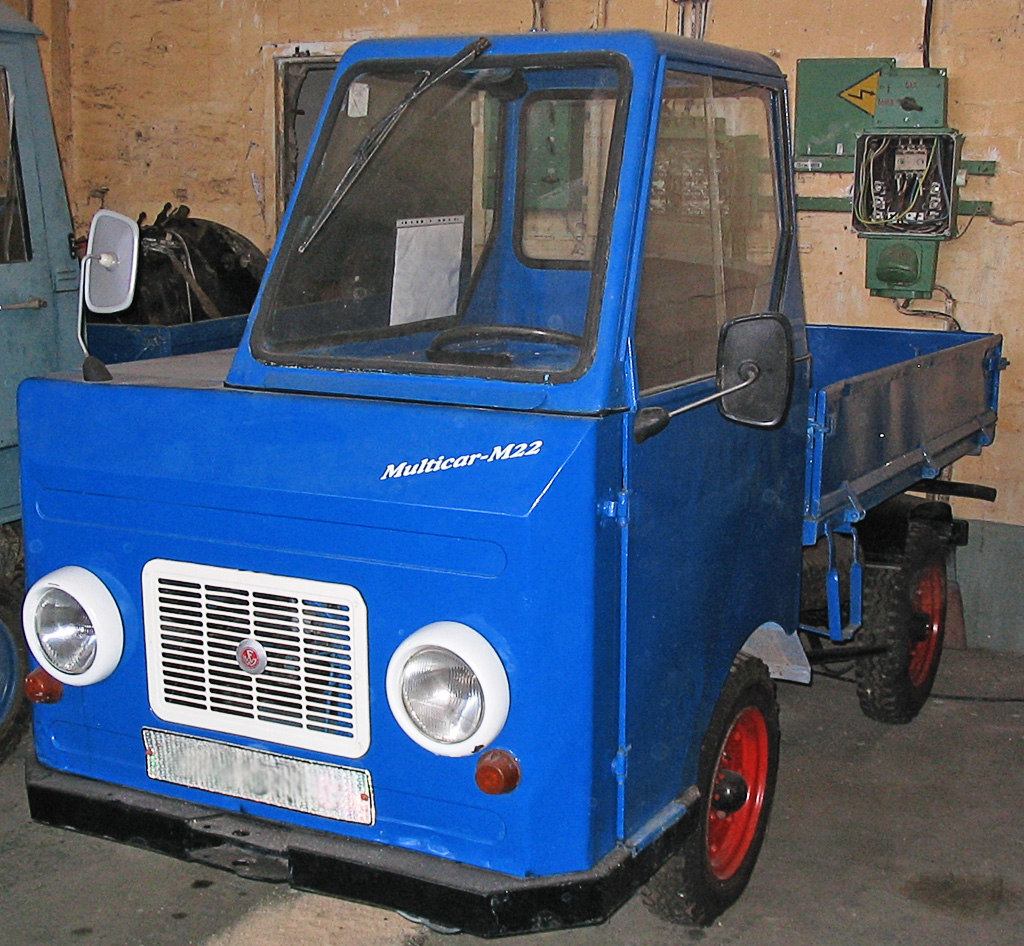
Multicar M22

Multicar är en tysk tillverkare av mindre motoriserade fordon för exempelvis gatu- och parkförvaltningar och till vilka man kan koppla olika redskap. Multicar är ett av de få företag från före detta Östtyskland som överlevt på egna ben och som har en marknad på strikt kommersiella villkor. Företaget grundades 1920. Fabriken återprivatiserades 1991.